# Gerónimo Rulli
Gerónimo Rulli (* 20. Mai 1992 in La Plata) ist ein argentinischer Fußballtorhüter. Er steht bei Olympique Marseille unter Vertrag.
Als Ersatztorhüter der argentinischen Nationalmannschaft wurde er 2022 Weltmeister und gewann 2024 die Copa América.

## Karriere

### Vereine

#### Estudiantes de La Plata

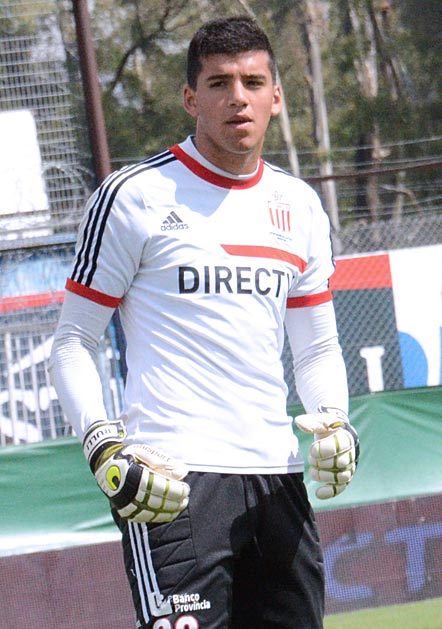
Rulli im Training von Estudiantes, 2014

Gerónimo Rulli begann mit dem Fußballspielen in der Jugend von Estudiantes in seiner Heimatstadt. 2011 wurde er in die erste Mannschaft aufgenommen und stand ab 2012 im Kader. Sein Profidebüt gab er am 9. April 2013 – 8. Spieltag der Liga-Rückrunde – in der Auswärtspartie bei Arsenal de Sarandí, in der er von Beginn an aufgeboten wurde; bei der 0:1-Niederlage musste er den Gegentreffer in der 87. Minute hinnehmen. Er stand danach in allen weiteren Ligaspielen im Tor und musste nur noch vier weitere Gegentore in elf Partien hinnehmen, wobei er in acht Spielen hintereinander ohne Gegentreffer blieb. In dieser Zeit blieb er 588 Spielminuten in Folge ohne Gegentor und ist in dieser Hinsicht Rekordtorhüter der Vereinsgeschichte. Damit löste er den bisherigen Rekordinhaber Marcelo Yorno ab, der im Jahr 1991 540 Minuten ohne Gegentor geblieben war. In der folgenden Saison konnte er seinen Stammplatz verteidigen und stand in allen Partien in der Startformation, wovon er 18 zu Null beenden konnte.

#### Real Sociedad
Im Juli 2014 sicherte sich Deportivo Maldonado aus Uruguay die Transferrechte an Rulli. Er spielte allerdings nie für den uruguayischen Zweitligisten und wurde noch im selben Monat nach Spanien an den Erstligisten Real Sociedad San Sebastián ausgeliehen. Dort debütierte er am 28. August 2014 im Rückspiel der Europa-League-Play-off-Runde beim FK Krasnodar in der Startformation. Durch einen Elfmeter erlitt er in der 71. Minute des Spiels einen Gegentreffer und musste verletzungsbedingt in der 85. durch Eñaut Zubikarai ausgewechselt werden. In der Saison 2014/15 war Rulli zunächst der Ersatz von Zubikarai. Ab dem 16. Spieltag verdrängte er diesen auf die Bank und verpasste bis zum Saisonende lediglich ein Spiel aufgrund einer Gelbsperre. Somit kam Rulli in seiner ersten Saison auf 22 Einsätze in der Primera División. Auch in der Saison 2015/16 war der Argentinier vor dem Neuzugang Oier Olazábal Stammspieler und absolvierte 36 Ligaspiele.
Im Juli 2016 nahm der englische Erstligist Manchester City Rulli für eine kolportierte Ablösesummenzahlung an Maldonado in Höhe von vier Millionen Pfund unter Vertrag, verlieh ihn aber direkt wieder nach San Sebastián zurück. Beide Vereine kamen zu der Übereinkunft, dass Rulli bis Ende 2016 auf Leihbasis bei Real Sociedad spielen solle, um mit Wirkung zum Jahreswechsel einen Festvertrag bis Ende Juni 2022 in San Sebastián zu erhalten. In der Saison 2016/17 konnte sich Rulli ebenfalls vor der Neuverpflichtung Toño als Stammtorhüter behaupten und absolvierte alle 38 Ligaspiele. 

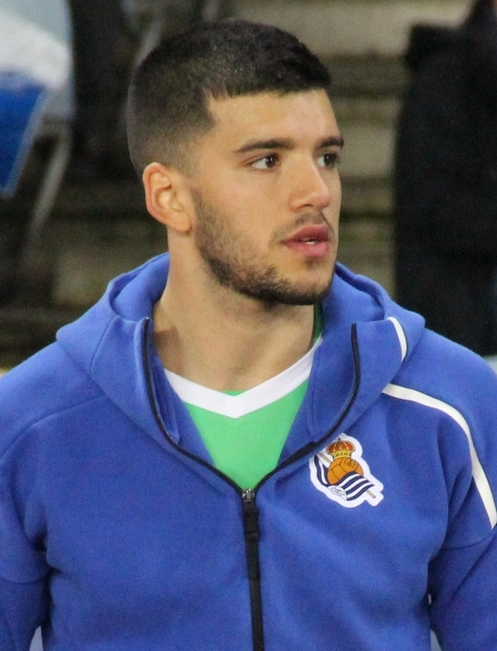
Rulli als Spieler von Real Sociedad, 2018

Ebenso verlief die Saison 2017/18, ehe er sich nach dem 24. Spieltag, bis zu dem er 23 Spiele absolviert hatte, eine Kreuzbandverletzung zuzog. Rulli konnte zwar noch während der Saison sein Comeback geben, in einigen Spielen wurde ihm aber Miguel Ángel Moyà vorgezogen, der nach seiner Verletzung verpflichtet worden war. In der Saison 2018/19 war Rulli dann nicht mehr unangefochtener Stammspieler. Er absolvierte 27 Ligaspielen und musste zwischen dem 7. und 17. Spieltag für 11 Spiele hinter Moyà auf der Bank Platz nehmen.

#### Über Montpellier nach Villarreal
Mitte August 2019 wechselte Rulli bis zum Ende der Saison 2019/20 auf Leihbasis in die französische Ligue 1 zum HSC Montpellier. Er verdrängte ab dem 2. Spieltag auf Anhieb Dimitry Bertaud und absolvierte bis zum Saisonabbruch aufgrund der COVID-19-Pandemie 25 von 27 möglichen Ligaspielen.
Zur Vorbereitung auf die Saison 2020/21 kehrte Rulli zunächst zu Real Sociedad zurück. Anfang September wechselte er innerhalb der Primera División zum FC Villarreal, bei dem er einen Vertrag bis zum 30. Juni 2024 unterschrieb. Hier gewann er die UEFA Europa League 2020/21 mit 11:10 i. E. gegen Manchester United.

#### Ajax Amsterdam
Am 6. Januar 2023 gab Ajax Amsterdam die Einigung mit Villarreal über einen Transfer Rullis bekannt, der bei Ajax einen Vertrag über dreieinhalb Jahre erhielt.

#### Olympique Marseille
Im August 2024 wechselte er zurück nach Frankreich zu Olympique Marseille.

### Nationalmannschaft
Rulli wurde erstmals im März 2015 in den Kader der A-Nationalmannschaft berufen. Zwar stand er bis September 2017 in zehn Partien im Kader, kam in diesen aber nicht zum Einsatz. Am 7. September 2018 kam Rulli schließlich zu seinem Debüt für die A-Auswahl. Er spielte beim 3:0-Auswärtssieg in Guatemala über die gesamte Spieldistanz.

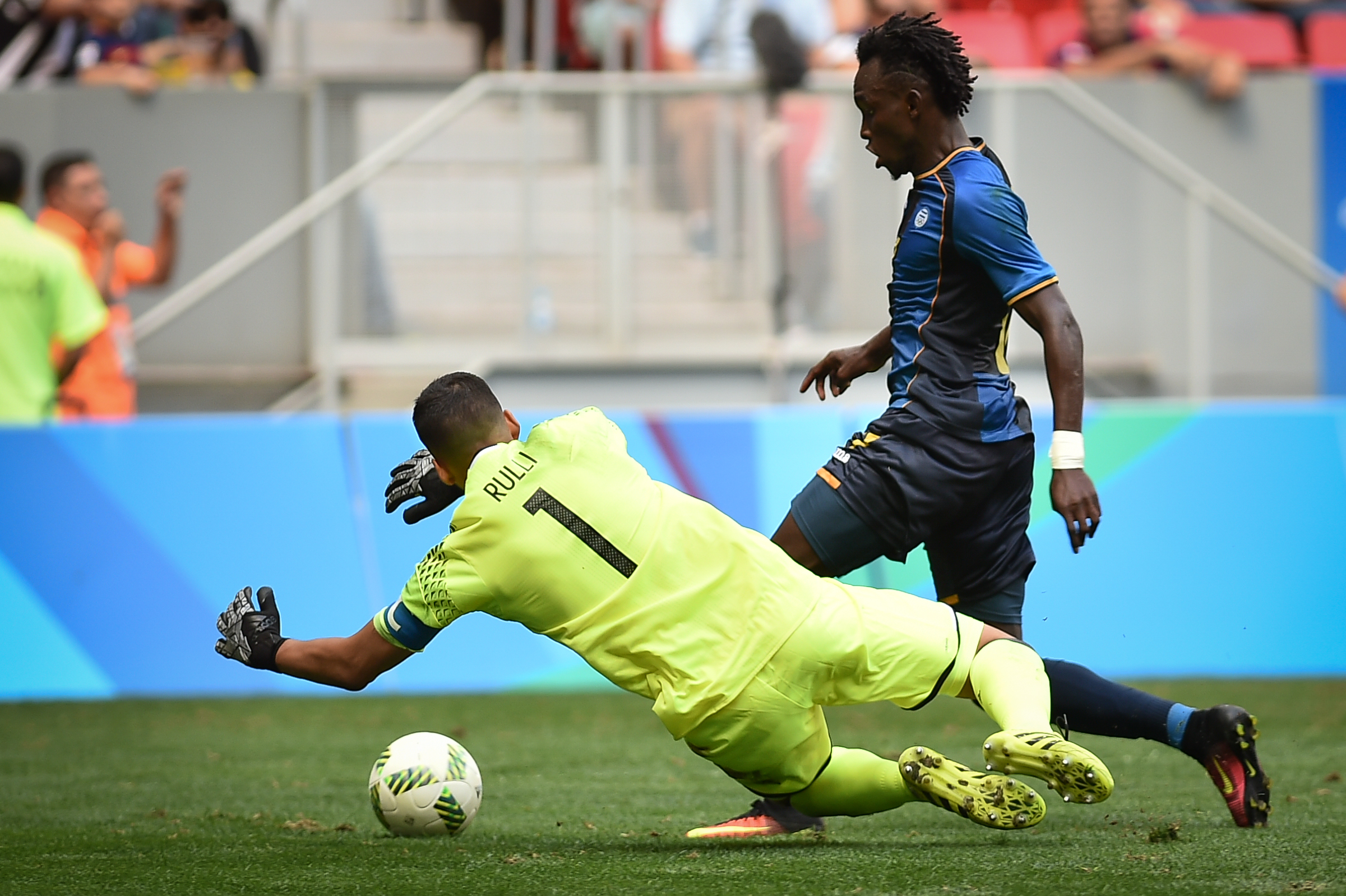
Rulli (links) während der Olympischen Spiele in der Partie gegen Honduras, 2016

Rulli wurde Ende Juni 2016 in den endgültigen Kader der argentinischen Fußballmannschaft für die Olympischen Sommerspiele in Brasilien berufen. Er gehörte damit zu den drei erlaubten Spielern, die vor dem Jahr 1993 geboren wurden. Er absolvierte alle Partien von Beginn an und schied mit Argentinien nach der Gruppenphase aus.

## Erfolge
Verein
- Europa-League-Sieger: 2021

Nationalmannschaft
- Finalissima-Sieger: 2022 (ohne Einsatz)
- Weltmeister: 2022 (ohne Einsatz)
- Copa-América-Sieger: 2024 (ohne Einsatz)